# Alice Bellandi
Alice Bellandi (* 20. November 1998 in Brescia) ist eine italienische Judoka. Die Olympiasiegerin von 2024 gewann 2023 bei den Weltmeisterschaften eine Bronzemedaille, 2024 die Silbermedaille und 2025 die Goldmedaille. Bei Europameisterschaften erkämpfte sie 2022 eine Bronzemedaille und 2023 eine Silbermedaille.

## Sportliche Karriere
Alice Bellandi kämpfte bis 2021 in der Gewichtsklasse bis 70 Kilogramm. 2015 war sie Dritte der Kadetteneuropameisterschaften und Siebte der Kadettenweltmeisterschaften. 2017 gewann sie eine Bronzemedaille bei den Junioreneuropameisterschaften, 2018 wurde sie Junioreneuropameisterin und Juniorenweltmeisterin.
2019 schied Bellandi bei den im Rahmen der Europaspiele in Minsk ausgetragenen Europameisterschaften im Achtelfinale gegen die Französin Marie-Ève Gahié aus. Im Jahr darauf erreichte sie das Halbfinale bei den Europameisterschaften in Prag und verlor dann gegen die Französin Margaux Pinot. Im Kampf um Bronze unterlag sie der Russin Madina Taimasowa. Bei den 2021 ausgetragenen Olympischen Spielen in Tokio erreichte sie mit zwei Siegen das Viertelfinale. Nach Niederlagen gegen die Niederländerin Sanne van Dijke und die Kroatin Barbara Matić belegte Bellandi den siebten Platz.
2022 stieg Bellandi in die Gewichtsklasse bis 78 Kilogramm auf. Im Februar unterlag sie im Halbfinale beim Judo-Grand-Slam-Turnier in Tel Aviv im Halbfinale gegen die Deutsche Alina Böhm und belegte schließlich den dritten Platz. Zwei Monate später verlor sie im Halbfinale der Europameisterschaften in Sofia wieder gegen Alina Böhm. Im Kampf um Bronze bezwang sie die zweite Deutsche Luise Malzahn. Bei den Weltmeisterschaften 2022 schied Bellandi im Achtelfinale gegen die Deutsche Anna-Maria Wagner aus. Bellandi gewann 2022 die Grand-Slam-Turniere in Budapest und Baku, 2023 siegte sie in Tel Aviv. Bei den Weltmeisterschaften 2023 in Doha unterlag sie im Halbfinale der Israelin Inbar Lanir. Mit einem Sieg über die Japanerin Shori Hamada holte sich Bellandi eine Bronzemedaille. Bei den Europameisterschaften 2023 in Montpellier erreichte Bellandi das Finale und unterlag dann Alina Böhm. Ein halbes Jahr später erreichte Bellandi auch bei den Weltmeisterschaften 2024 in Abu Dhabi das Finale. Erneut traf sie auf eine Deutsche, diesmal verlor sie gegen Anna-Maria Wagner. Bei den Olympischen Spielen in Paris bezwang Bellandi im Halbfinale die Portugiesin Patrícia Sampaio und im Finale die Israelin Inbar Lanir.
Nach ihrem Olympiasieg trat Bellandi erst im Juni 2025 bei den Weltmeisterschaften in Budapest wieder bei einem großen Turnier an. Sie besiegte im Halbfinale die Slowenin Metka Lobnik und im Finale die Deutsche Anna Monta Olek und gewann damit ihren ersten Weltmeistertitel.

## Privates
Bellandi ist mit der südafrikanischen Judoka Jasmine Martin verheiratet.